# Theory of a Deadman
Theory of a Deadman (ofta förkortat Theory eller TOAD) är ett kanadensiskt rockband som bildades 1999 i North Delta i British Columbia. Bandet är för närvarande signerat hos Roadrunner Records och 604 Records. Förutom deras basis av postgrunge och alternativ rock finns det vissa drag av country, hårdrock, heavy metal, akustisk musik och i senare material även pop. Nio av deras singlar har kommit till topp tio på den amerikanska Billboard-listan, varav "Bad Girlfriend", "Lowlife", "Rx (Medicate)" och "History of Violence" nådde första plats.

## Bandmedlemmar

### Nuvarande
- Tyler Connolly – huvudsångare, solo- och rytmgitarr (1999–idag)
- Dave Brenner – solo- och rytmgitarr, bakgrundssång (1999–idag)
- Dean Back – basgitarr, bakgrundssång (1999–idag)
- Joey Dandeneau – trummor, bakgrundssång (2009–idag)

### Tidigare
- Tim Hart – trummor, bakgrundssång (1999–2004)
- Brent Fitz – trummor, bakgrundssång (2004–2007)
- Robin Diaz – trummor, bakgrundssång (2007–2008)

## Diskografi
- Theory of a Deadman (2002)
- Gasoline (2005)
- Scars & Souvenirs (2008)
- The Truth Is... (2011)
- Savages (2014)
- Wake Up Call (2017)
- Say Nothing (2020)